# Pianu de Jos
Pianu de Jos – wieś w Rumunii, w okręgu Alba, w gminie Pianu. W 2011 roku liczyła 1032 mieszkańców.